# L'Embouchure de la Seine
L'Embouchure de la Seine – ou simplement Marine, Vue d'Honfleur ou Honfleur – est un tableau réalisé par le peintre français Gustave Courbet vers 1840-1841 ou vers 1855-1859. 

## Description
Cette huile sur toile de format horizontal est une marine qui représente l'embouchure de la Seine à Honfleur, dans le Calvados. La composition s'organise autour d'un bosquet d'arbres devant lequel se tiennent deux figures et au-delà duquel se voit la mer, où voguent quelques voiliers. La scène se déroule sous un ciel nuageux.

## Historique de l’œuvre
Offerte en 1861 par Auguste Richebé, maire de Lille de 1852 à 1866 et amateur d'art ayant acquis l’œuvre directement auprès de Courbet, elle est aujourd'hui conservée au palais des Beaux-Arts de Lille.

## Création
Courbet a peut-être réalisé cette toile en 1840-1841 lors de sa visite du Havre d'après Hélène Toussaint. La peinture était habituellement associée à sa visite de Honfleur en 1859, année où il vient pour la première fois à la ferme Saint-Siméon et où il rencontre Eugène Boudin. Le ciel a d'ailleurs peut-être été réalisé par Boudin. En effet, celui-ci déclare dans une lettre :

« Que le musée de Lille est beau ! […] Je l’ai fréquenté autrefois. J’aurais plaisir à revoir un petit Courbet, paysage avec la mer, dont le fond m’appartient »

Durant l'année 1859, Courbet exécute vraisemblablement quatre toiles, en comptant L'Embouchure.

## Exposition
L’œuvre est exposée en 1918 au musée des Beaux-Arts de Valenciennes.